# رشاد جونز جينينغز
رشاد جونز جينينغز (بالإنجليزية: Rashad Jones-Jennings)‏ مواليد 31 أغسطس 1984 في تشاتانوغا، هو لاعب كرة سلة أمريكي. بدأ مسيرته الاحترافية في سنة 2007. يبلغ طوله 6 قدم 8 بوصة (2.0 م).

## المسيرة الاحترافية
لعب مع بايرن ميونخ لكرة السلة في الدوري الألماني في موسم 2008–2009، ثم لعب مع نادي أوديسا لكرة السلة في سنة 2009، ثم لعب مع بيونيروس دي كوينتانا رو في سنة 2014.

## روابط خارجية
- رشاد جونز جينينغز على موقع كرة السلة الأوروبية.كوم (الإنجليزية)
- رشاد جونز جينينغز على موقع DraftExpress.com (الإنجليزية)
- رشاد جونز جينينغز على موقع كلية كرة السلة في سبورتس رفرنس.كوم (الإنجليزية)
- رشاد جونز جينينغز على موقع ريلجم (الإنجليزية)
- رشاد جونز جينينغز على موقع بروبوليرز (الإنجليزية)